# Secernentis
Els secernentis (Secernentea) són una classe de nematodes. És una de les dues classes tradicionals de nematodes; està fonamentada en criteris morfològics, però no està suportada per les anàlisis moleculars modernes.

## Taxonomia
Les sublcasses i ordres de secernenteu:
- Subclasse Rhabditia (parafilètic?)
  - Ordre Rhabditida
  - Ordre Strongylida
- Subclasse Spiruria
  - Ordre Ascaridida
  - Ordre Camallanida (a vegades inclosos en els Spirurida)
  - Ordre Drilonematida (a vegades inclosos en els Spirurida)
  - Ordre Oxyurida (= Rhabdiasida)
  - Ordre Rhigonematida (abans dins els Tylenchia)
  - Ordre Spirurida
- Subclasse Diplogasteria (podria pertànyer als Rhabditia)
  - Ordre Diplogasterida
- Subclasse Tylenchia (podria pertànyer als Rhabditia)
  - Ordre Aphelenchida
  - Ordre Tylenchida